# Мартвильский муниципалитет
Мартви́льский муниципалите́т (груз. მარტვილის მუნიციპალიტეტი mart’vilis municipʼalitʼetʼi) — муниципалитет в Грузии, входящий в состав края Самегрело-Верхняя Сванетия. Находится на западе Грузии, на территории исторической области Мегрелия. Административный центр — Мартвили.

## История
Мартвильский район был образован в 1929 году в составе Сенакского уезда, с 1930 года в прямом подчинении Грузинской ССР. 3 сентября 1936 года был переименован в Гегечкорский район. В 1951—1953 годах входил в состав Кутаисской области. В 1991 году переименован в Мартвильский район. С 2006 года — Мартвильский муниципалитет.

## Население
По состоянию на 1 января 2018 года численность населения муниципалитета составила 32 566 жителей, на 1 января 2014 года — 4,9 тыс. жителей.
Согласно переписи 2002 года население района (муниципалитета) составило 44 627 чел. По оценке на 1 января 2008 года — 44,4 тыс. чел.
Большинство населения составляют мегрелы, причисляемые к грузинам.
| Грузины       | 44 399 | 99,49 %  |
| Русские       | 131    | 0,29 %   |
| Абхазы        | 37     | 0,08 %   |
| Армяне        | 16     | 0,04 %   |
| Украинцы      | 14     | 0,03 %   |
| Осетины       | 8      | 0,02 %   |
| Азербайджанцы | 8      | 0,02 %   |
| всего         | 44 627 | 100,00 % |

| Грузины  | 33 394 | 99,79 %  |
| Русские  | 33     | 0,10 %   |
| Украинцы | 6      | 0,02 %   |
| другие   | 30     | 0,09 %   |
| всего    | 33 463 | 100,00 % |

## Административное деление
Территория муниципалитета разделена на 21 сакребуло:
- 1 городское (kalakis) сакребуло:
- 19 общинных (temis) сакребуло:
- 1 деревенских (soplis) сакребуло:

## Список населённых пунктов
В состав муниципалитета входит 75 населённых пунктов, в том числе 1 город.
- Мартвили (груз. მარტვილი)
- Абедати (груз. აბედათი)
- Алерти (груз. ალერტი)
- Бандза (груз. ბანძა)
- Боботи (груз. ბობოთი)
- Ваха (груз. ვახა)
- Ведидкари (груз. ვედიდკარი)
- Гачедили (груз. გაჭედილი)
- Годогани (груз. გოდოგანი)
- Дгвана (груз. დღვანა)
- Джолеви (груз. ჯოლევი)
- Диди-Инчхури (груз. დიდი ინჩხური)
- Диди-Чкони (груз. დიდი ჭყონი)
- Доберазени (груз. დობერაზენი)
- Дошаке (груз. დოშაყე)
- Жинота (груз. ჟინოთა)
- Земо-Нагвазаво (груз. ზემო ნაგვაზავო)
- Земо-Хунци (груз. ზემო ხუნწი)
- Квемо-Нагвазаво (груз. ქვემო ნაგვაზავო)
- Квемо-Хунци (груз. ქვემო ხუნწი)
- Курзу (груз. კურზუ)
- Лебаче (груз. ლებაჩე)
- Левахане (груз. ლევახანე)
- Легулордаве (груз. ლეგულორდავე)
- Ледгебе (груз. ლედგებე)
- Лежвание (груз. ლეჟვანიე)
- Лекаджаие (груз. ლექაჯაიე)
- Лекванталие (груз. ლეკვანტალიე)
- Лекекеле (груз. ლეკეკელე)
- Лекобале (груз. ლექობალე)
- Лемикаве (груз. ლემიქავე)
- Лепатараве (груз. ლეპატარავე)
- Лепочхуе (груз. ლეფოჩხუე)
- Лесхулухе (груз. ლესხულუხე)
- Лехаиндраво (груз. ლეხაინდრავო)
- Лецаве (груз. ლეცავე)
- Лецицхваие (груз. ლეციცხვაიე)
- Махати (груз. მახათი)
- Меоре-Балда (груз. მეორე ბალდა)
- Меоре-Гурдземи (груз. მეორე გურძემი)
- Меоре-Кициа (груз. მეორე კიწია)
- Месаме-Балда (груз. მესამე ბალდა)
- Мухурча (груз. მუხურჩა)
- Нагебераво (груз. ნაგებერავო)
- Наджахаво (груз. ნაჯახავო)
- Намиколаво-Меоре (груз. ნამიკოლავო მეორე)
- Намиколаво-Пирвели (груз. ნამიკოლავო პირველი)
- Нахунаво (груз. ნახუნავო)
- Нахурцилаво (груз. ნახურცილავო)
- Нобулеви (груз. ნობულევი)
- Нога (груз. ნოღა)
- Ноджихеви (груз. ნოჯიხევი)
- Оногиа (груз. ონოღია)
- Орка (груз. ორქა)
- Оче (груз. ოჩე)
- Патара-Жинота (груз. პატარა ჟინოთა)
- Патара-Инчхури (груз. პატარა ინჩხური)
- Патара-Оче (груз. პატარა ოჩე)
- Патара-Тамакони (груз. პატარა თამაკონი)
- Пирвели-Балда (груз. პირველი ბალდა)
- Пирвели-Гурдземи (груз. პირველი გურძემი)
- Пирвели-Кициа (груз. პირველი კიწია)
- Саберулаво (груз. საბერულავო)
- Салхино (груз. სალხინო)
- Саначкебио (груз. სანაჭყებიო)
- Сергиети (груз. სერგიეთი)
- Скурди (груз. სკურდი)
- Степасдабали (груз. სტეფასდაბალი)
- Талери (груз. ტალერი)
- Тамакони (груз. თამაკონი)
- Таргамеули (груз. თარგამეული)
- Цачхури (груз. წაჩხური)
- Цинакверкве (груз. წინაკვერკვე)
- Чабурта (груз. ჭაბურთა)
- Эцери (груз. ეწერი)